# Гиперсфера
Гиперсфе́ра (от др.-греч. ὑπερ- «сверх-» + σφαῖρα «шар») — гиперповерхность в {\displaystyle n}-мерном евклидовом пространстве, образованная точками, равноудалёнными от заданной точки, называемой центром сферы.
- при {\displaystyle n=1} гиперсфера вырождается в две точки, равноудалённые от центра;
- при {\displaystyle n=2} она представляет собой окружность;
- при {\displaystyle n=3} гиперсфера является сферой.
- при {\displaystyle n=4} гиперсфера является 3-сферой.
- при {\displaystyle n=5} гиперсфера является 4-сферой.

…
- при {\displaystyle n=8} гиперсфера является 7-сферой. 7-сфера примечательна тем, что эта размерность первая, в которой существуют экзотические сферы, то есть многообразия, гомеоморфные стандартной 7-сфере, но не диффеоморфные[2].

Расстояние от центра гиперсферы до её поверхности называется радиусом гиперсферы.
Гиперсфера является {\displaystyle (n-1)}-мерным подмногообразием в {\displaystyle n}-мерном пространстве, все нормали к которому пересекаются в её центре.

## Уравнения
Гиперсфера радиуса {\displaystyle R} с центром в точке {\displaystyle a=\left\{a_{1},a_{2},\dots a_{n}\right\}} задаётся как геометрическое место точек, удовлетворяющих условию:
{\displaystyle (x_{1}-a_{1})^{2}+(x_{2}-a_{2})^{2}+\cdots +(x_{n}-a_{n})^{2}=R^{2}}

## Гиперсферические координаты
Как известно, полярные координаты описываются следующим образом:
{\displaystyle x=\rho \cdot \cos \alpha }
{\displaystyle y=\rho \cdot \sin \alpha }
а сферические координаты так:
{\displaystyle x=\rho \cdot \cos \alpha \cdot \cos \beta }
{\displaystyle y=\rho \cdot \sin \alpha \cdot \cos \beta }
{\displaystyle z=\rho \cdot \sin \beta }
n-мерный шар можно параметризовать следующим набором гиперсферических координат:
{\displaystyle x_{1}=\rho \cdot \cos \alpha _{1}\cdot \cos \alpha _{2}\cdot \ldots \cdot \cos \alpha _{n-1}}
{\displaystyle x_{2}=\rho \cdot \sin \alpha _{1}\cdot \cos \alpha _{2}\cdot \ldots \cdot \cos \alpha _{n-1}}
{\displaystyle x_{3}=\rho \cdot \sin \alpha _{2}\cdot \cos \alpha _{3}\cdot \ldots \cdot \cos \alpha _{n-1}}
{\displaystyle \ldots }
{\displaystyle x_{n}=\rho \cdot \sin \alpha _{n-1}}
где {\displaystyle \alpha _{2},\alpha _{3},\ldots ,\alpha _{n-1}\in \left[-{\frac {\pi }{2}},{\frac {\pi }{2}}\right]} и {\displaystyle \alpha _{1}\in [0,2\pi )}.
Якобиан этого преобразования равен
{\displaystyle J=\rho ^{n-1}\cos \,\alpha _{2}\cdot \cos ^{2}\,\alpha _{3}\cdot \ldots \cdot \cos ^{n-2}\,\alpha _{n-1}}
В другом варианте,
{\displaystyle x_{1}=\rho \cdot \sin \alpha _{1}\cdot \sin \alpha _{2}\cdot \ldots \cdot \sin \alpha _{n-1}}
{\displaystyle x_{2}=\rho \cdot \cos \alpha _{1}\cdot \sin \alpha _{2}\cdot \ldots \cdot \sin \alpha _{n-1}}
{\displaystyle x_{3}=\rho \cdot \cos \alpha _{2}\cdot \sin \alpha _{3}\cdot \ldots \cdot \sin \alpha _{n-1}}
{\displaystyle \ldots }
{\displaystyle x_{n}=\rho \cdot \cos \alpha _{n-1}}
где {\displaystyle \alpha _{2},\alpha _{3},\ldots ,\alpha _{n-1}\in [0,\pi ]} и {\displaystyle \alpha _{1}\in [0,2\pi )}.
Якобиан в такой форме равен
{\displaystyle J=\rho ^{n-1}\sin \,\alpha _{2}\cdot \sin ^{2}\,\alpha _{3}\cdot \ldots \cdot \sin ^{n-2}\,\alpha _{n-1}}

## Площадь и объём
В {\displaystyle n}-мерном евклидовом пространстве для гиперсферы размерности {\displaystyle n} её площадь поверхности {\displaystyle S_{n}} и объём {\displaystyle V_{n}}, ограниченный ею (объём n-мерного шара), можно рассчитать по формулам:
{\displaystyle S_{n}=nC_{n}R^{n-1}}
{\displaystyle V_{n}=C_{n}R^{n}}
где
{\displaystyle C_{n}={\frac {\pi ^{n/2}}{\displaystyle \Gamma \left({n \over 2}+1\right)}}}
а {\displaystyle \Gamma (x)} — гамма-функция. Этому выражению можно придать другой вид:
{\displaystyle C_{2k}={\frac {\pi ^{k}}{k!}}}
{\displaystyle C_{2k+1}={\frac {2^{k+1}\pi ^{k}}{(2k+1)!!}}}
Здесь {\displaystyle n!!} — двойной факториал.
Так как
{\displaystyle V_{n}/S_{n-1}=R/n}
{\displaystyle S_{n+1}/V_{n}=2\pi R}
то объёмы шаров удовлетворяют рекуррентному соотношению
{\displaystyle V_{n}={\frac {2\pi R^{2}}{n}}V_{n-2}}
а площади их поверхностей соотносятся как
{\displaystyle S_{n}={\frac {2\pi R^{2}}{n-1}}S_{n-2}}
Следующая таблица показывает, что единичные сфера и шар принимают экстремальный объём для {\displaystyle S_{6}} и {\displaystyle V_{5}}, соответственно.
| Размерность                             | 1 (длина)             | 2 (площадь)           | 3 (объём)                          | 4                                      | 5                                       | 6                                        | 7                                         | 8                                         |
| --------------------------------------- | --------------------- | --------------------- | ---------------------------------- | -------------------------------------- | --------------------------------------- | ---------------------------------------- | ----------------------------------------- | ----------------------------------------- |
| Единичная сфера ({\displaystyle S_{n}}) | {\displaystyle 2\pi } | {\displaystyle 4\pi } | {\displaystyle 2\pi ^{2}}          | {\displaystyle {\frac {8}{3}}\pi ^{2}} | {\displaystyle \pi ^{3}}                | {\displaystyle {\frac {16}{15}}\pi ^{3}} | {\displaystyle {\frac {1}{3}}\pi ^{4}}    | {\displaystyle {\frac {32}{105}}\pi ^{4}} |
| Десятичная запись                       | 6.2832                | 12.5664               | 19.7392                            | 26.3189                                | 31.0063                                 | 33.0734                                  | 32.4697                                   | 29.6866                                   |
| Единичный шар ({\displaystyle V_{n}})   | {\displaystyle 2}     | {\displaystyle \pi }  | {\displaystyle {\frac {4}{3}}\pi } | {\displaystyle {\frac {1}{2}}\pi ^{2}} | {\displaystyle {\frac {8}{15}}\pi ^{2}} | {\displaystyle {\frac {1}{6}}\pi ^{3}}   | {\displaystyle {\frac {16}{105}}\pi ^{3}} | {\displaystyle {\frac {1}{24}}\pi ^{4}}   |
| Десятичная запись                       | 2.0000                | 3.1416                | 4.1888                             | 4.9348                                 | 5.2638                                  | 5.1677                                   | 4.7248                                    | 4.0587                                    |

В строке «размерность» таблицы содержится размерность поверхности геометрической фигуры, а не размерность пространства, в котором она находится. Для {\displaystyle n}-мерного шара размерность его «объёма» также равна {\displaystyle n}, а размерность его «площади» — {\displaystyle n-1}.
Отношение объёма {\displaystyle n}-мерного шара {\displaystyle V_{n}=C_{n}R^{n}} к объёму описанного вокруг него {\displaystyle n}-куба {\displaystyle 2^{n}R^{n}} быстро уменьшается с ростом {\displaystyle n}, быстрее, чем {\displaystyle 2^{-n}}.

## Топология гиперсферы
В этом разделе под сферой {\displaystyle S_{n}} будем понимать n-мерную гиперсферу, под шаром {\displaystyle B_{n}} — n-мерный гипершар, то есть {\displaystyle S_{n}\hookrightarrow \mathbb {R} ^{n+1}}, {\displaystyle B_{n}\hookrightarrow \mathbb {R} ^{n}}.
- Сфера {\displaystyle S_{n}} гомеоморфна факторизации шара {\displaystyle B_{n}} по его границе.
- Шар {\displaystyle B_{n}} гомеоморфен факторизации {\displaystyle B_{n}\simeq (S_{n-1}\times [0,1])/(S_{n-1}\times \{1\})}.
- Сфера является клеточным пространством. Простейшее клеточное разбиение состоит из двух клеток, гомеоморфных {\displaystyle B_{0}=\mathrm {pt} } и {\displaystyle B_{n}}. Оно получается напрямую из построения сферы как факторпространства замкнутого шара. Клеточное разбиение также можно построить по индукции, разбивая {\displaystyle S_{n}} вдоль экватора на две n-мерные клетки, гомеоморфные {\displaystyle B_{n}}, и сферу {\displaystyle S_{n-1}}, являющуюся их общей границей.